# انقلاب 1984 في غينيا
في 3 أبريل 1984، وقع انقلاب عسكري غير دموي في غينيا. قاد الانقلاب العقيد لانسانا كونتي. أدى ذلك إلى تنحية رئيس الوزراء لويس لانسانا بيافوغي، الذي شغل المنصب منذ عام 1972، وتولى سلطات رئاسية مؤقتة في 26 مارس، عندما توفي الرئيس أحمد سيكو توري خلال عملية جراحية على القلب في كليفلاند كلينك في الولايات المتحدة.

## تفاصيل الانقلاب
ضرب الجيش قبل ساعات فقط من اختيار المكتب السياسي زعيم جديد للحزب الديمقراطي الغيني (PDG)، الحزب الوحيد المسموح به قانونًا في البلاد. كان من المتوقع أن يفوز الرئيس المؤقت بيافوغي. بموجب الدستور، كان من المفترض أن يتم انتخاب الزعيم الجديد تلقائيًا لولاية مدتها سبع سنوات كرئيس، وسيتم تأكيد توليه المنصب عبر استفتاء.
علق العقيد كونتي الدستور وحل الحزب الديمقراطي الغيني وجمعية غينيا الوطنية وجميع المنظمات الجماهيرية. تم إنشاء اللجنة العسكرية للتجديد الوطني (CMNR) باعتبارها المجلس العسكري الحاكم. وأمر بالإفراج عن السجناء السياسيين المحتجزين في معسكر بوارو، وهو معسكر اعتقال داخل العاصمة كوناكري. تم تعيين كونتي رئيسًا جديدًا في 5 أبريل.

## بعد الانقلاب
في نهاية المطاف، نشأ صراع على السلطة بين كونتي وعضو زميل في اللجنة العسكرية، ديارا تراوري (الذي شغل لفترة وجيزة منصب رئيس الوزراء من أبريل إلى ديسمبر 1984)، والذي أُعدام في أعقاب محاولة الانقلاب الفاشلة في يوليو 1985. استغل كونتي محاولة الانقلاب لإعدام العديد من المقربين من أحمد سيكو توري، بما في ذلك أخيه غير الشقيق إسماعيل توري (كبير المدعين العامين في كامب بويرو)، وممادي كيتا، وسياكا توري (القائد السابق لمعسكر بويرو)، وموسى دياكيتي، وعبد الله توريه (وزير الخارجية السابق).
ظل كونتي في السلطة حتى وفاته في 22 ديسمبر 2008، والذي أعقبه على الفور تقريبًا انقلاب آخر بقيادة النقيب موسى داديس كامارا.